# Shibata (Miyagi)

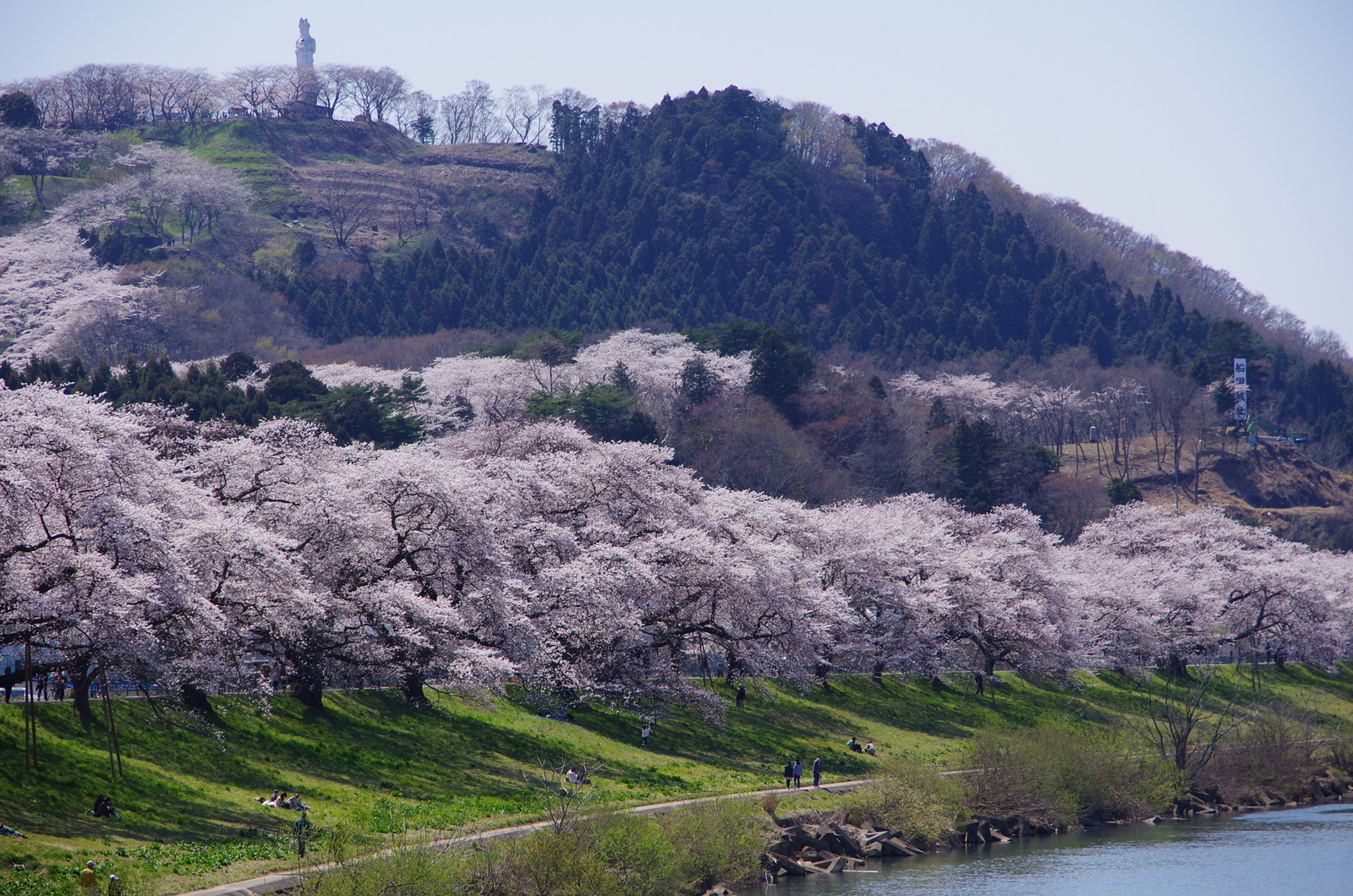
Parque das Ruínas do Castelo de Funaoka (船岡城址公園)

Shibata (柴田町, Shibata-machi) é uma cidade localizada na província de Miyagi, no Japão. Desde 31 de março de 2020, a cidade tinha uma população estimada de 37.617 habitantes e uma densidade populacional de 700 pessoas por km2 em 15.590 domicílios.

## Geografia
A cidade está localizada no centro-sul da província de Miyagi, na região de Tōhoku, ao norte do Japão. O Rio Abukuma atravessa a cidade.

### Municípios vizinhos
- Iwanuma
- Kakuda
- Murata
- Natori
- Ogawara
- Watari

### Clima
Shibata tem um clima úmido (Cfa) caracterizado por verões amenos e invernos frios. A temperatura média anual é de 12,5 °C. A precipitação média anual é de 1263 mm, sendo setembro o mês mais chuvoso. As temperaturas médias mais altas são em agosto, em torno de 24,9 °C, e as mais baixas ocorrem geralmente em janeiro, em torno de 1,4 °C. 

## Demografia
Segundo dados do censo japonês,  a população de Shibata aumentou ao longo do século XX e diminuiu ligeiramente no século XXI.

## História
A atual área Shibata fazia parte da antiga província de Mutsu e fazia parte das posses do Domínio de Sendai durante o período Edo do Xogunato Tokugawa . As vilas de Funaoka e Tsukinoki foram estabelecidas em 1º de abril de 1889 com o estabelecimento do sistema de municipalidades modernas pós-Restauração Meiji. Tsukioki foi promovida à categoria de cidade em 1º de abril de 1904 e Funaoka em 3 de novembro de 1941. As duas cidades se fundiram para formar Shibata em 1º de abril de 1956.

## Cidades irmãs
- Assis Chateaubriand, Paraná, Brasil (1981)[3]
- Danyang, Jiangsu, China, (1994)[3]
- Kitakami, Iwate, Japão (1980)
- Date, Hokkaido, Japão (1988)